# کارمزدی (فیلم ۲۰۰۷)
«کارمزدی» (انگلیسی: Freelance (2007 film)) یک فیلم است که در سال ۲۰۰۷ منتشر شد.